# NOCO 400
Le NOCO 400 (ex Blue-Emu Maximum Pain Relief 400, Blue-Emu Maximum Pain Relief 500, STP 500, etc..) est une course automobile annuelle organisée par la NASCAR comptant pour le championnat des NASCAR Cup Series. 
Elle est actuellement la sixième course de la saison et elle se déroule sur le Martinsville Speedway de Ridgeway en Virginie.
Le circuit d'une longueur de 0,526 milles (0,847 km). Il est de type ovale avec quatre virages inclinés à 12°.
Son revêtement est en asphalte à l'exception des virages lesquels sont bétonnés. 
La course du 1er avril 2007 est la seconde course de NASCAR au cours de laquelle les voitures participantes doivent avoir le design type dit de Car of Tomorrow.
Depuis la saison 2022, le nombre de tours a été ramené de 500 à 400.
Kyle Larson en est le dernier vainqueur.

## Historique du nom
La course n'avait pas de nom spécifique entre 1950 et 1955. Elle est baptisée Virginia 500 en 1956 pour se différencier de l'autre course disputée en automne sur le Martinsville Speedway et comptant pour le même championnat, le Goody's Fast Relief 500. Le nom variera tout au fil des ans en fonction du sponsoring du nom de l’événement. 
La société GlaxoSmithKline sponsorise la course à partir de l'été 2007, et, pour mettre en avant leur nouveau produit à la saveur orange, la course est rebaptisée Goody's Cool Orange 500. 
Le Goody's 500 était le nom d'origine de la course disputée en automne laquelle depuis 2008 était également sponsorisée par le même conglomérat pharmaceutique britannique.
Entre 2013 et 2019, c'est la société STP (spécialisée dans les additifs pour moteur) qui sponsorise la course et en 2020, la société Blue-Emu. 

## Caractéristiques
- Course depuis 2022 :
  - Longueur : 210,4 milles (338,6 km)
  - Nombre de tours : 400
    - Segment 1 : 80 tours
    - Segment 2 : 100 tours
    - Segment 3 : 220 tours

- Course jusqu'en 2021 :
  - Longueur : 263 milles (423 km)
  - Nombre de tours : 500
    - Segment 1 : 130 tours
    - Segment 2 : 130 tours
    - Segment 3 : 240 tours

- Piste :
  - Type : short track
  - Revêtement : asphalte - béton dans les virages
  - Longueur circuit : 0,526 milles (0,847 km)
  - Nombre de virages : 4
  - Inclinaison (Banking) :
    - Virages : 12°
    - Lignes droites : 0°

- Record du tour de piste : 18,746 secondes par Greg Sacks (en) en 1986 à l'occasion d'une course du championnat de NASCAR Whelen Modified Tour (en)

## Logos

Logo en 2011 et 2012.
Logo de 2017 à 2019.
Logo en 2020 et 2021.
Logo en 2022.
Logo depuis 2023.

## Palmarès
| Année | Date         | N°  | Pilote              | Écurie                      | Châssis    | Course | Course            | Course          | Course            | Note        |
| ----- | ------------ | --- | ------------------- | --------------------------- | ---------- | ------ | ----------------- | --------------- | ----------------- | ----------- |
| Année | Date         | N°  | Pilote              | Écurie                      | Châssis    | Tours  | Miles (km)        | Durée           | Moyenne (miles/h) | Note        |
| 1949  | 25 septembre |     | Red Byron           | Raymond Parks               | Oldsmobile | 200    | 100 (160,934)     |                 |                   |             |
| 1950  | 21 mai       | 041 | Curtis Turner (en)  | John Eanes                  | Oldsmobile | 150    | 75 (120,7)        |                 |                   |             |
| 1951  | 6 mai        | 120 | Curtis Turner (en)  | John Eanes                  | Oldsmobile | 200    | 100 (160,934)     |                 |                   |             |
| 1952  | 6 avril      | 042 | Dick Rathmann       | Walt Chapman                | Hudson     | 200    | 100 (160,934)     | 2 h 19 min 59 s | 42,862            |             |
| 1953  | 17 mai       | 042 | Lee Petty           | Petty Enterprises           | Dodge      | 200    | 100 (160,934)     |                 |                   |             |
| 1954  | 16 mai       | 087 | Jim Paschal         | Bob Griffin                 | Oldsmobile | 200    | 100 (160,934)     | 2 h 10 min 04 s | 46,153            |             |
| 1955  | 15 mai       | 300 | Tim Flock           | Carl Kiekhaefer             | Chrysler   | 200    | 100 (160,934)     | 1 h 54 min 10 s | 52,554            |             |
| 1956  | 20 mai       | 502 | Buck Baker          | Carl Kiekhaefer             | Dodge      | 500    | 250 (402,336)     | 4 h 06 min 07 s | 60,824            |             |
| 1957  | 19 mai       | 087 | Buck Baker          | Hugh Babb                   | Chevrolet  | 441    | 220,5 (354,86)    | 3 h 50 min 49 s | 57,318            | [ Note 1 ]  |
| 1958  | 20 avril     | 04  | Bob Welborn         | Julian Petty                | Chevrolet  | 500    | 250 (402,336)     | 4 h 05 min 27 s | 66,007            |             |
| 1959  | 3 mai        | 042 | Lee Petty           | Petty Enterprises           | Oldsmobile | 500    | 250 (402,336)     | 4 h 12 min 03 s | 59,512            |             |
| 1960  | 10 avril     | 043 | Richard Petty       | Petty Enterprises           | Plymouth   | 500    | 250 (402,336)     | 3 h 54 min 35 s | 63,943            |             |
| 1961  | 9 avril      | 028 | Fred Lorenzen       | Holman-Moody                | Ford       | 149    | 74,5 (119,896)    | 1 h 05 min 23 s | 68,366            | [ Note 2 ]  |
| 1961  | 30 avril     | 027 | Junior Johnson      | Rex Lovette                 | Pontiac    | 500    | 250 (402,336)     | 3 h 46 min 19 s | 66,278            | [ Note 2 ]  |
| 1962  | 22 avril     | 043 | Richard Petty       | Petty Enterprises           | Plymouth   | 500    | 250 (402,336)     | 3 h 45 min 49 s | 66,425            |             |
| 1963  | 21 avril     | 043 | Richard Petty       | Petty Enterprises           | Plymouth   | 500    | 250 (402,336)     | 3 h 51 min 24 s | 64,823            |             |
| 1964  | 26 avril     | 028 | Fred Lorenzen       | Holman-Moody                | Ford       | 500    | 250 (402,336)     | 3 h 33 min 59 s | 70,098            |             |
| 1965  | 25 avril     | 028 | Fred Lorenzen       | Holman-Moody                | Ford       | 500    | 250 (402,336)     | 3 h 44 min 40 s | 66,765            |             |
| 1966  | 24 avril     | 014 | Jim Paschal         | Frieden Enterprises         | Plymouth   | 500    | 250 (402,336)     | 3 h 36 min 54 s | 69,156            |             |
| 1967  | 23 avril     | 043 | Richard Petty       | Petty Enterprises           | Plymouth   | 500    | 250 (402,336)     | 3 h 42 min 24 s | 67,446            |             |
| 1968  | 28 avril     | 021 | Cale Yarborough     | Wood Brothers Racing        | Mercury    | 500    | 250 (402,336)     | 3 h 44 min 56 s | 66,686            |             |
| 1969  | 27 avril     | 043 | Richard Petty       | Petty Enterprises           | Ford       | 500    | 250 (402,336)     | 3 h 52 min 54 s | 64,405            |             |
| 1970  | 31 mai       | 071 | Bobby Isaac         | Nord Krauskopf              | Dodge      | 377    | 197,925 (318,529) | 2 h 53 min 20 s | 68,584            | [ Note 3 ]  |
| 1971  | 25 avril     | 043 | Richard Petty       | Petty Enterprises           | Plymouth   | 500    | 262,5 (422,452)   | 3 h 22 min 41 s | 77,707            |             |
| 1972  | 30 avril     | 043 | Richard Petty       | Petty Enterprises           | Plymouth   | 500    | 262,5 (422,452)   | 3 h 37 min 00 s | 72,657            |             |
| 1973  | 29 avril     | 021 | David Pearson       | Wood Brothers Racing        | Mercury    | 500    | 262,5 (422,452)   | 3 h 44 min 26 s | 70,251            |             |
| 1974  | 28 avril     | 011 | Cale Yarborough     | Richard Howard              | Chevrolet  | 450    | 236,25 (380,207)  | 3 h 22 min 41 s | 70,427            | [ Note 4 ]  |
| 1975  | 27 avril     | 043 | Richard Petty       | Petty Enterprises           | Dodge      | 500    | 262,5 (422,452)   | 3 h 47 min 15 s | 69,282            |             |
| 1976  | 25 avril     | 088 | Darrell Waltrip     | DiGard Motorsports          | Chevrolet  | 500    | 262,5 (422,452)   | 3 h 39 min 43 s | 71,759            |             |
| 1977  | 24 avril     | 011 | Cale Yarborough     | Junior Johnson & Associates | Chevrolet  | 384    | 201,6 (324,443)   | 2 h 36 min 26 s | 77,405            | [ Note 3 ]  |
| 1978  | 23 avril     | 088 | Darrell Waltrip     | DiGard Motorsports          | Chevrolet  | 500    | 262,5 (422,452)   | 3 h 22 min 00 s | 77,971            |             |
| 1979  | 22 avril     | 043 | Richard Petty       | Petty Enterprises           | Chevrolet  | 500    | 262,5 (422,452)   | 3 h 25 min 43 s | 76,562            |             |
| 1980  | 27 avril     | 088 | Darrell Waltrip     | DiGard Motorsports          | Chevrolet  | 500    | 262,5 (422,452)   | 3 h 48 min 06 s | 69,049            |             |
| 1981  | 26 avril     | 05  | Morgan Shepherd     | Cliff Stewart               | Pontiac    | 500    | 262,5 (422,452)   | 3 h 30 min 10 s | 75,019            |             |
| 1982  | 25 avril     | 033 | Harry Gant          | Hal Needham                 | Buick      | 500    | 262,5 (422,452)   | 3 h 30 min 01 s | 75,073            |             |
| 1983  | 24 avril     | 011 | Darrell Waltrip     | Junior Johnson & Associates | Chevrolet  | 500    | 262,5 (422,452)   | 3 h 57 min 14 s | 66,460            |             |
| 1984  | 29 avril     | 05  | Geoffrey Bodine     | Hendrick Motorsports        | Chevrolet  | 500    | 263 (423,257)     | 3 h 35 min 23 s | 73,264            |             |
| 1985  | 28 avril     | 033 | Harry Gant          | Hal Needham                 | Chevrolet  | 500    | 263 (423,257)     | 3 h 16 min 06 s | 73,022            |             |
| 1986  | 27 avril     | 015 | Ricky Rudd          | Bud Moore Engineering       | Ford       | 500    | 263 (423,257)     | 3 h 25 min 15 s | 76,882            |             |
| 1987  | 26 avril     | 03  | Dale Earnhardt      | Richard Childress Racing    | Chevrolet  | 500    | 263 (423,257)     | 3 h 36 min 44 s | 72,808            |             |
| 1988  | 24 avril     | 03  | Dale Earnhardt      | Richard Childress Racing    | Chevrolet  | 500    | 263 (423,257)     | 3 h 31 min 08 s | 74,740            |             |
| 1989  | 23 avril     | 017 | Darrell Waltrip     | Hendrick Motorsports        | Chevrolet  | 500    | 263 (423,257)     | 3 h 19 min 41 s | 79,025            |             |
| 1990  | 29 avril     | 011 | Geoffrey Bodine     | Junior Johnson & Associates | Ford       | 500    | 263 (423,257)     | 3 h 23 min 49 s | 77,423            |             |
| 1991  | 28 avril     | 03  | Dale Earnhardt      | Richard Childress Racing    | Chevrolet  | 500    | 263 (423,257)     | 3 h 26 min 41 s | 75,139            |             |
| 1992  | 26 avril     | 06  | Mark Martin         | Roush Racing                | Ford       | 500    | 263 (423,257)     | 3 h 22 min 05 s | 78,086            |             |
| 1993  | 25 avril     | 02  | Rusty Wallace       | Team Penske                 | Pontiac    | 500    | 263 (423,257)     | 3 h 18 min 33 s | 79,078            |             |
| 1994  | 24 avril     | 02  | Rusty Wallace       | Team Penske                 | Ford       | 500    | 263 (423,257)     | 3 h 25 min 43 s | 76,700            |             |
| 1995  | 23 avril     | 02  | Rusty Wallace       | Team Penske                 | Ford       | 356    | 187,256 (301,359) | 2 h 35 min 44 s | 72,145            | [ Note 3 ]  |
| 1996  | 21 avril     | 02  | Rusty Wallace       | Team Penske                 | Ford       | 500    | 263 (423,257)     | 3 h 13 min 50 s | 81,410            |             |
| 1997  | 20 avril     | 024 | Jeff Gordon         | Hendrick Motorsports        | Chevrolet  | 500    | 263 (423,257)     | 3 h 44 min 19 s | 70,347            |             |
| 1998  | 20 avril     | 04  | Bobby Hamilton (en) | Morgan-McClure Motorsports  | Chevrolet  | 500    | 263 (423,257)     | 3 h 43 min 10 s | 70,709            | [ Note 5 ]  |
| 1999  | 18 avril     | 043 | John Andretti       | Petty Enterprises           | Pontiac    | 500    | 263 (423,257)     | 3 h 28 min 35 s | 75,653            |             |
| 2000  | 9 avril      | 06  | Mark Martin         | Roush Racing                | Ford       | 500    | 263 (423,257)     | 3 h 41 min 45 s | 71,161            |             |
| 2001  | 8 avril      | 088 | Dale Jarrett        | Robert Yates Racing         | Ford       | 500    | 263 (423,257)     | 3 h 42 min 53 s | 70,799            |             |
| 2002  | 14 avril     | 018 | Bobby Labonte       | Joe Gibbs Racing            | Pontiac    | 500    | 263 (423,257)     | 3 h 33 min 23 s | 73,951            |             |
| 2003  | 13 avril     | 024 | Jeff Gordon         | Hendrick Motorsports        | Chevrolet  | 500    | 263 (423,257)     | 3 h 28 min 51 s | 75,557            |             |
| 2004  | 18 avril     | 02  | Rusty Wallace       | Team Penske                 | Dodge      | 500    | 263 (423,257)     | 3 h 51 min 29 s | 68,169            |             |
| 2005  | 10 avril     | 024 | Jeff Gordon         | Hendrick Motorsports        | Chevrolet  | 500    | 263 (423,257)     | 3 h 38 min 52 s | 72,099            |             |
| 2006  | 2 avril      | 020 | Tony Stewart        | Joe Gibbs Racing            | Chevrolet  | 500    | 263 (423,257)     | 3 h 36 min 56 s | 72,741            |             |
| 2007  | 1er avril    | 048 | Jimmie Johnson      | Hendrick Motorsports        | Chevrolet  | 500    | 263 (423,257)     | 3 h 44 min 36 s | 70,258            |             |
| 2008  | 30 mars      | 011 | Denny Hamlin        | Joe Gibbs Racing            | Toyota     | 500    | 263 (423,257)     | 3 h 35 min 41 s | 73,163            |             |
| 2009  | 29 mars      | 048 | Jimmie Johnson      | Hendrick Motorsports        | Chevrolet  | 500    | 263 (423,257)     | 3 h 27 min 48 s | 75,938            |             |
| 2010  | 29 mars      | 011 | Denny Hamlin        | Joe Gibbs Racing            | Toyota     | 508    | 267,208 (430,029) | 3 h 39 min 05 s | 73,180            | [ Note 6 ]  |
| 2011  | 3 avril      | 029 | Kevin Harvick       | Richard Childress Racing    | Chevrolet  | 500    | 263 (423,257)     | 3 h 32 min 41 s | 74,195            |             |
| 2012  | 1er avril    | 039 | Ryan Newman         | Stewart-Haas Racing         | Chevrolet  | 515    | 270,89 (435,955)  | 3 h 26 min 12 s | 78,823            | [ Note 7 ]  |
| 2013  | 7 avril      | 048 | Jimmie Johnson      | Hendrick Motorsports        | Chevrolet  | 500    | 263 (423,257)     | 3 h 38 min 58 s | 72,066            |             |
| 2014  | 30 mars      | 041 | Kurt Busch          | Stewart-Haas Racing         | Chevrolet  | 500    | 263 (423,257)     | 3 h 38 min 38 s | 72,176            |             |
| 2015  | 29 mars      | 011 | Denny Hamlin        | Joe Gibbs Racing            | Toyota     | 500    | 263 (423,257)     | 3 h 49 min 13 s | 68,843            |             |
| 2016  | 3 avril      | 018 | Kyle Busch          | Joe Gibbs Racing            | Toyota     | 500    | 263 (423,257)     | 3 h 17 min 02 s | 80,088            |             |
| 2017  | 2 avril      | 02  | Brad Keselowski     | Team Penske                 | Ford       | 500    | 263 (423,257)     | 3 h 44 min 59 s | 70,139            |             |
| 2018  | 26 mars      | 014 | Clint Bowyer        | Stewart-Haas Racing         | Ford       | 500    | 263 (423,257)     | 3 h 13 min 14 s | 81,663            | [ Note 8 ]  |
| 2019  | 24 mars      | 02  | Brad Keselowski     | Team Penske                 | Ford       | 500    | 263 (423,257)     | 3 h 21 min 54 s | 78,158            |             |
| 2020  | 10 juin      | 019 | Martin Truex Jr.    | Joe Gibbs Racing            | Toyota     | 500    | 263 (423,257)     | 3 h 23 min 56 s | 77,378            | [ Note 9 ]  |
| 2021  | 10-11 avril  | 019 | Martin Truex Jr.    | Joe Gibbs Racing            | Toyota     | 500    | 263 (423,257)     | 3 h 23 min 56 s | 67,316            | [ Note 10 ] |
| 2022  | 9 avril      | 024 | William Byron       | Hendrick Motorsports        | Chevrolet  | 403*   | 212 (341,341)     | 2 h 40 min 30 s | 79,244            | ,           |
| 2023  | 16 avril     | 05  | Kyle Larson         | Hendrick Motorsports        | Chevrolet  | 400    | 210,4 (338,606)   | 2 h 50 min 35 s | 74,005            |             |
| 2024  | 7 avril      | 024 | William Byron       | Hendrick Motorsports        | Chevrolet  | 415*   | 218,29 (351,303)  | 2 h 52 min 7 s  | 76,096            | [ Note 7 ]  |

Notes : 
1. ↑  Course écourtée en raison d'un accident.
2. 1 2  La première course est interrompu avant son terme à cause de la pluie. Les participants n'ayant pas dépassé en distance la mi-course, celle-ci est reprogrammée trois semaines plus tard et remplace donc la première course.
3. 1 2 3  Course écourtée à cause de la pluie.
4. ↑  Course écourtée en raison du premier choc pétrolier.
5. ↑  Course reportée du dimanche au lundi à cause de la pluie.
6. ↑  Course déplacée du dimanche au lundi en raison de la pluie et prolongée en raison d'une arrivée Green-white-checker.
7. 1 2 3  Course prolongée en raison d'une arrivée Green-white-checker puis interrompu avant son terme en raison de la pluie.
8. ↑  Course déplacée du dimanche au lundi à cause des chutes de neige.
9. ↑  Course déplacée du 9 mai au 10 juin à la suite de la pandémie de Covid-19.
10. ↑   Course commencée en nocturne le samedi soir et terminée le dimanche après midi à la suite des précipitations.
11. ↑   La course passe de 500 à 400 tours de circuit dès la saison 2022.

## Pilotes multiples vainqueurs
| Nb. | Pilote             | Saisons                                              |
| --- | ------------------ | ---------------------------------------------------- |
| 9   | Richard Petty      | 1960, 1962, 1963, 1967, 1969, 1971, 1972, 1975, 1979 |
| 5   | Darrell Waltrip    | 1976, 1978, 1980, 1983, 1989                         |
| 5   | Rusty Wallace      | 1993, 1994, 1995, 1996, 2004                         |
| 3   | Cale Yarborough    | 1968, 1974, 1977                                     |
| 3   | Dale Earnhardt     | 1987, 1988, 1991                                     |
| 3   | Jeff Gordon        | 1997, 2003, 2005                                     |
| 3   | Jimmie Johnson     | 2007, 2009, 2013                                     |
| 3   | Denny Hamlin       | 2008, 2010, 2015                                     |
| 2   | Curtis Turner (en) | 1950, 1951                                           |
| 2   | Buck Baker         | 1956, 1957                                           |
| 2   | Lee Petty          | 1953, 1959                                           |
| 2   | Fred Lorenzen      | 1964, 1965                                           |
| 2   | Jim Paschal        | 1954, 1966                                           |
| 2   | Harry Gant         | 1982, 1985                                           |
| 2   | Geoffrey Bodine    | 1984, 1990                                           |
| 2   | Mark Martin        | 1992, 2000                                           |
| 2   | Brad Keselowski    | 2017, 2019                                           |
| 2   | Martin Truex Jr.   | 2020, 2021                                           |
| 2   | William Byron      | 2022, 2024                                           |

## Équipes multiples gagnantes
| Nb. | Équipe                      | Années                                                                 |
| --- | --------------------------- | ---------------------------------------------------------------------- |
| 12  | Petty Enterprises           | 1953, 1959, 1960, 1962, 1963, 1967, 1969, 1971, 1972, 1975, 1979, 1999 |
| 11  | Hendrick Motorsports        | 1984, 1989, 1997, 2003, 2005, 2007, 2009, 2013, 2022, 2023, 2024       |
| 8   | Joe Gibbs Racing            | 2002, 2006, 2008, 2010, 2015, 2016, 2020, 2021                         |
| 7   | Team Penske                 | 1993, 1994, 1995, 1996, 2004, 2017, 2019                               |
| 4   | Richard Childress Racing    | 1987, 1988, 1991, 2011                                                 |
| 3   | Holman-Moody                | 19611, 1964, 1965                                                      |
| 3   | DiGard Motorsports          | 1976, 1978, 1980                                                       |
| 3   | Junior Johnson & Associates | 1977, 1983, 1990                                                       |
| 3   | Stewart-Haas Racing         | 2012, 2014, 2018                                                       |
| 2   | John Eanes                  | 1950, 1951                                                             |
| 2   | Carl Kiekhaefer             | 1955, 1956                                                             |
| 2   | Wood Brothers Racing        | 1968, 1973                                                             |
| 2   | Mach 1 Racing               | 1982, 1985                                                             |
| 2   | Roush Racing                | 1992, 2000                                                             |

## Victoires par manufacturiers
| Nb. | Manufacturiers | Saisons |
| --- | -------------- | --- |
| 29  | Chevrolet      | 1957, 1958, 1974, 1976, 1977, 1978, 1979, 1980, 1983, 1984, 1985, 1987, 1988, 1989, 1991, 1997, 1998, 2003, 2005, 2006, 2007, 2009, 2011, 2012, 2013, 2014, 2022, 2023, 2024 |
| 14  | Ford           | 1964, 1965, 1969, 1986, 1990, 1992, 1994, 1995, 1996, 2000, 2001, 2017, 2018, 2019                                                                                           |
| 7   | Plymouth       | 1960, 1962, 1963, 1966, 1967, 1971, 1972 |
| 6   | Toyota         | 2008, 2010, 2015, 2016, 2020, 2021 |
| 5   | Pontiac        | 1961, 1981, 1993, 1999, 2002 |
| 5   | Dodge          | 1953, 1956, 1970, 1975, 2004 |
| 4   | Oldsmobile     | 1950, 1951, 1954, 1959 |
| 2   | Mercury        | 1968, 1973 |
| 1   | Hudson         | 1952 |
| 1   | Chrysler       | 1955 |
| 1   | Buick          | 1982 |